# Памятник Энэбишу
Памятник Энэбишу (монг. Энэбишийн хөшөө) — памятник монгольскому общественному и государственному деятелю Л. Энэбишу, располагающийся в Улан-Баторе.

## История создания
Создание памятника Л. Энэбишу — члену и председателю Великого государственного хурала, зампредседателя исполкома совета народных депутатов Улан-Батора, председателю совета народных депутатов, заместителю премьер-министра Монголии, инициировал его сын, член ВГХ Э. Мунх-Очир. Автором проекта памятника и всего комплекса стал скульптор Р. Энхтайван. Памятник был открыт 8 июня 2007 года в Улан-Баторе, в 11 хороне района Баянгол, в парке в центре перекрёстка проспекта Арата Аюши и улицы Амурсаны. В церемонии открытия памятника участвовали председатель ВГХ Д. Дэмбэрэл, премьер-министр С. Баяр, мэр Улан-Батора Г. Мунхбаатар.

## Описание
Памятник Энэбишу располагается в миниатюрном парке, спроектированном в едином комплексе с ним. Центральную статую окружают водружённые на постаменты атрибуты идеального правителя-чакравартина: драгоценное колесо, драгоценный слон, драгоценный конь, чинтамани, драгоценная жена, драгоценный казначей, драгоценный советник. Сам Энэбиш изваян в традиционном монгольском дэли в связи с его особой страстью к быстрым лошадям. Также в мемориальном комплексе присутствуют две скульптуры: «Обряд клеймения жеребёнка» и «Солнце ласковой Джамбудвипы» (название народной протяжной песни), изображающая моринхур.